# Culture du Cap-Vert

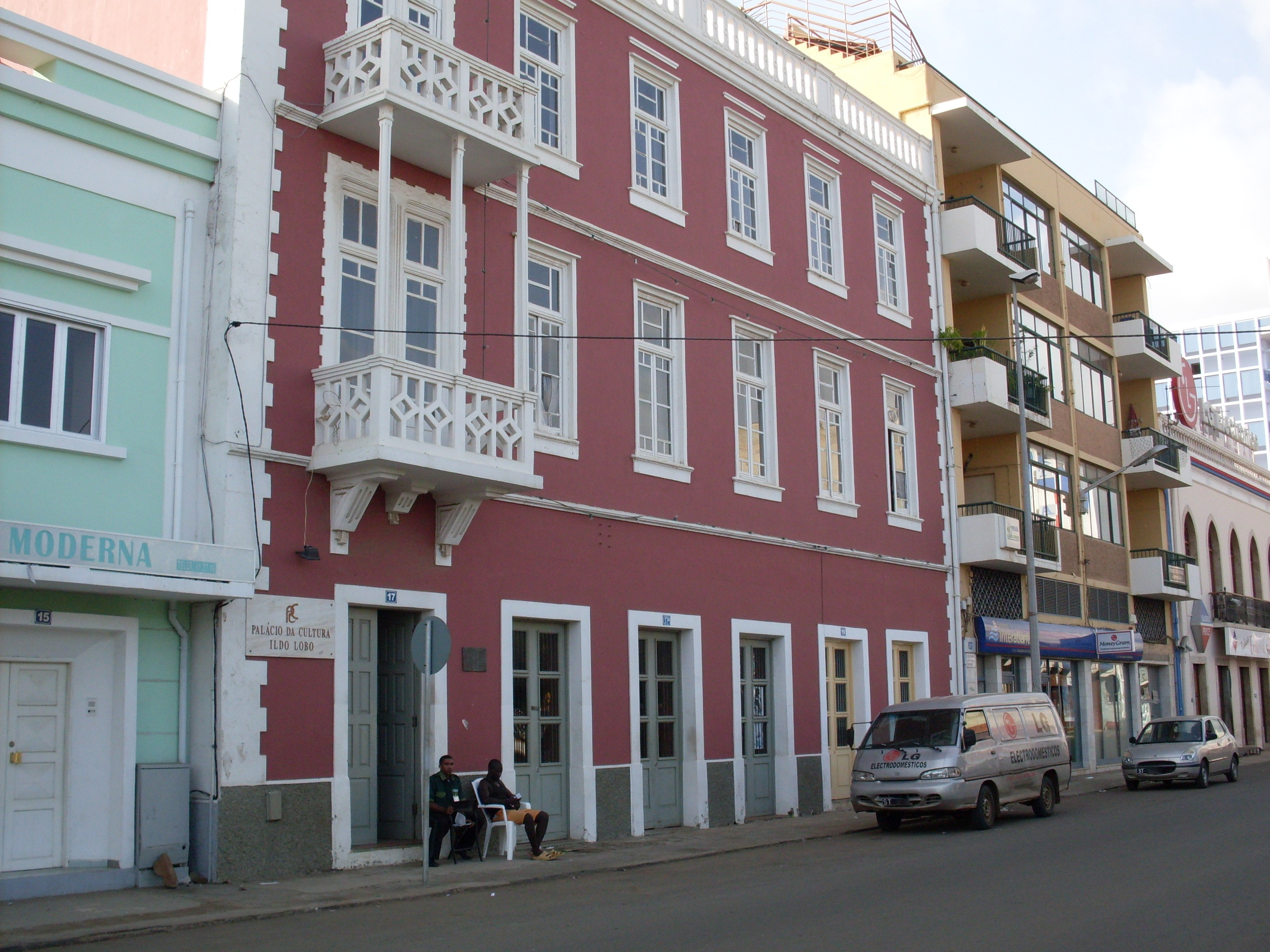
Palais de la Culture à Praia

La culture du Cap-Vert, pays insulaire (archipel) d'Afrique de l'Ouest, désigne d'abord les pratiques culturelles observables de ses 600 000 habitants (en 2017).

## Peuples et langues

### Peuples

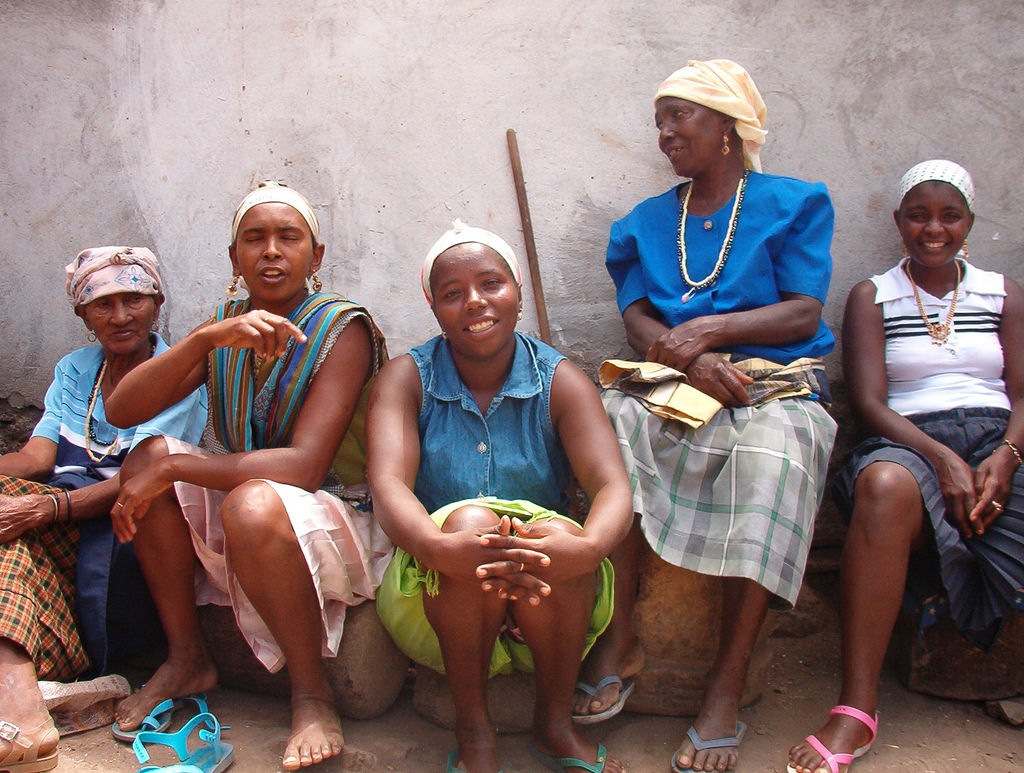
Habitantes de Santiago

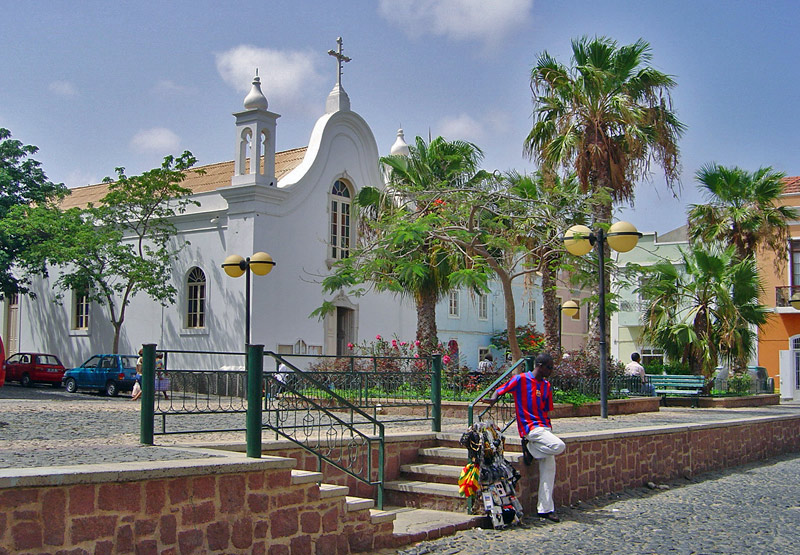
Église Nossa Senhora da Luz à São Vicente

La population de l'archipel est constituée d'environ 70 % de métis, de Noirs africains et de Blancs (1 %). Une importante diaspora vit en Europe et dans le nord-est des États-Unis.

### Langues
- Langues au Cap-Vert, Langues du Cap-Vert, portugais et créole du Cap-Vert (98 %)
- Lusophonie, Communauté des pays de langue portugaise

Ancienne colonie portugaise, le Cap-Vert a conservé le portugais comme langue officielle, mais la langue usuelle est le criolo, un créole à base lexicale portugaise.

## Traditions

### Religion
- Religion au Cap-Vert

Le christianisme est la religion de la grande majorité de la population.

### Symboles
- Emblème du Cap-Vert
- Drapeau du Cap-Vert
- Cântico da Liberdade, hymne national (1996)
- Unidade, Trabalho, Progresso (en portugais), Unité, Travail, Progrès, devise nationale

### Mythologies
- Légende[4]

### Fêtes
| Date         | Nom français                                  | Nom local                                | Remarques                                                                                      |
| ------------ | --------------------------------------------- | ---------------------------------------- | ---------------------------------------------------------------------------------------------- |
| 1er janvier  | Nouvel an                                     | Ano Novo                                 |                                                                                                |
| 13 janvier   | Jour de la démocratie                         | Dia da Democracia                        |                                                                                                |
| 20 janvier   | Fête des héros                                | Dia dos Heróis Nacionais                 | Commémoration de la mort d'Amilcar Cabral                                                      |
| février      | Carnaval                                      | Carnaval                                 | Jour du mardi gras : celui de l'île de São Vicente, le carnaval de Mindelo est le plus renommé |
| 8 mars       | Journée internationale des droits de la femme | Dia internacional dos direitos da mulher |                                                                                                |
| avril        | Pâques                                        | Páscoa                                   |                                                                                                |
| 5 juillet    | Jour de l'Indépendance                        | Dia da Independência                     |                                                                                                |
| 1er novembre | Toussaint                                     | Dia de Todos os Santos                   |                                                                                                |
| 25 décembre  | Noël                                          | Natal                                    |                                                                                                |

## Vie sociale
- Personnalités cap-verdiennes

### Groupes humains
- Diaspora cap-verdienne (en)

### Éducation
- Éducation au Cap-Vert (en)
- Universités cap-verdiennes, List of universities in Cape Verde (en)

### Droit
- Droits LGBT au Cap-Vert
- Criminalité au Cap-Vert (en)
- Droits de l'homme au Cap-Vert (en)
- Rapport Cap-Vert d'Amnesty International (inexistant !)

### État
- Histoire du Cap-Vert
- Politique au Cap-Vert
- Liste de guerres impliquant le Cap-Vert
- Liste de conflits au Cap-Vert

## Arts de la table

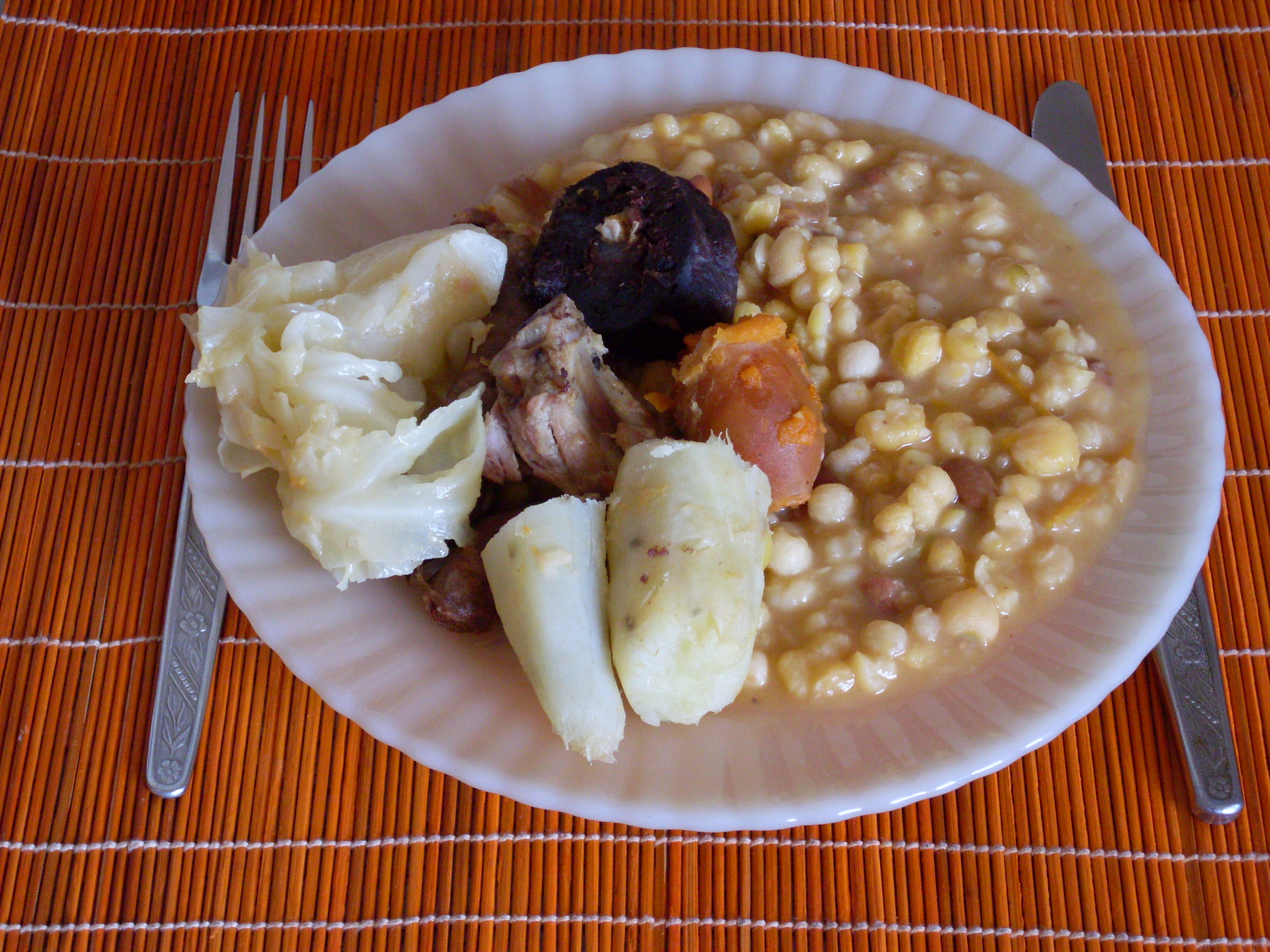
Cachupa.

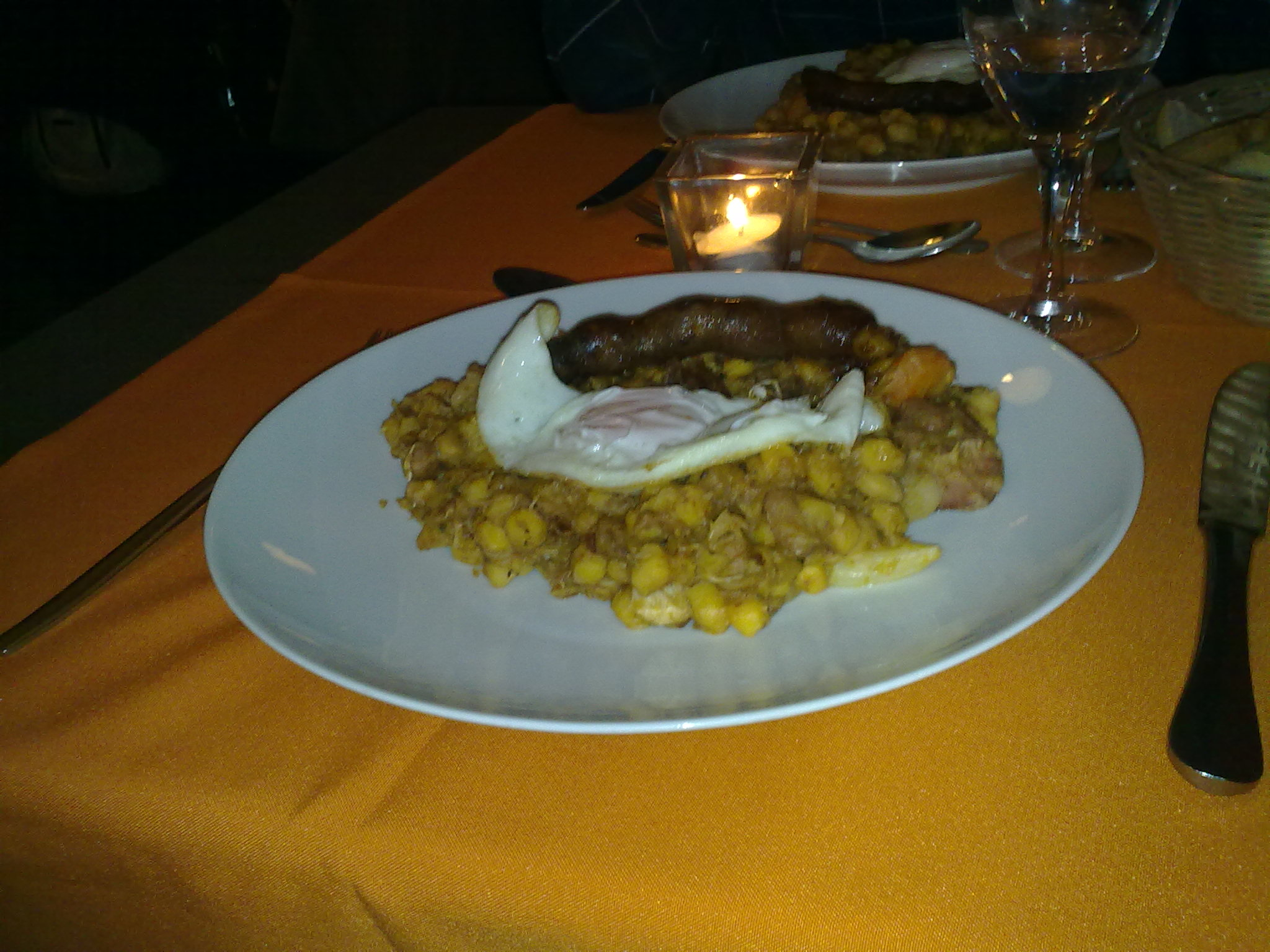
Cachupa frita.

### Cuisine(s)
- Cuisine du Cap-Vert, Gastronomie cap-verdienne
- Cachupa

### Boisson(s)
- Viticulture au Cap-Vert
- Strela, bière
- Grogue, eau-de-vie

## Santé
- Santé au Cap-Vert (en)

### Activités physiques
- Athlétisme, basket-ball, football, handball...
- Pêche

### Sports
- Sport au Cap-Vert (en), Sports au Cap-Vert, basket-ball, football...
- Sportifs cap-verdiens, Sportives cap-verdiennes
- Cap-Vert aux Jeux olympiques
- Jeux de la Lusophonie
- Cap-Vert aux Jeux paralympiques
- Jeux africains ou Jeux panafricains, depuis 1965, tous les 4 ans (...2011-2015-2019...)

### Arts martiaux
- Liste des luttes traditionnelles africaines par pays

## Médias
- Média du Cap-Vert (en)

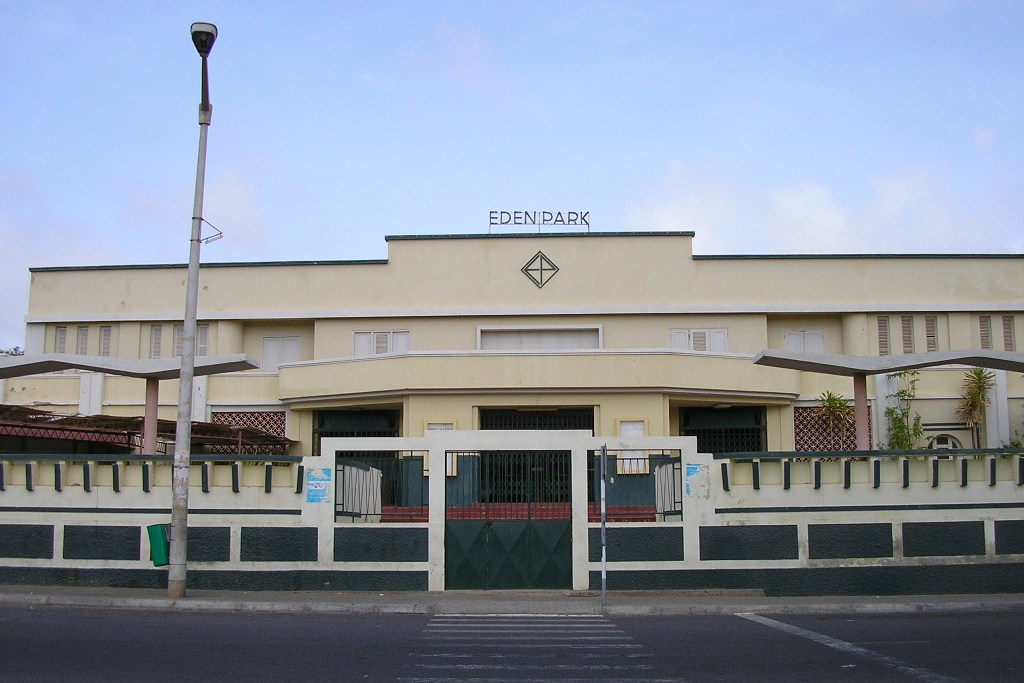
Le cinéma Eden Park à Mindelo

- presse quotidienne, Horizonte, Novo Jornal-Cabo Verde
- presse hebdomadaire, A Semana, Expresso das Ilhas, Jornal Horizonte, Terra Nova, Boletim Informativo
- autre presse, Jornal O Cidadão (São Vicente), Artiletra (São Vicente), Jornal de São Nicolau and Oceanpress (Sal)
- Liste des stations de radio au Cap-Vert

En 2016, le classement mondial sur la liberté de la presse établi chaque année par Reporters sans frontières situe le Cap-Vert au 32e rang sur 180 pays. Le Cap-Vert se caractérise par une grande liberté de presse, garantie par la Constitution. Bien qu'une grande partie des médias appartiennent au gouvernement, leurs contenus ne sont pas contrôlés. Cependant la taille du pays et le paysage médiatique incitent les journalistes à une certaine forme d'autocensure.

## Littérature
La littérature du Cap-Vert est l’une des plus riches de l’Afrique. Elle s’exprime surtout en portugais, mais également en créole.

### Revues littéraires
- Claridade (1936-1960)
- Certeza (1944-1945)

### Écrivains
- Liste d'écrivains cap-verdiens, Écrivains cap-verdiens

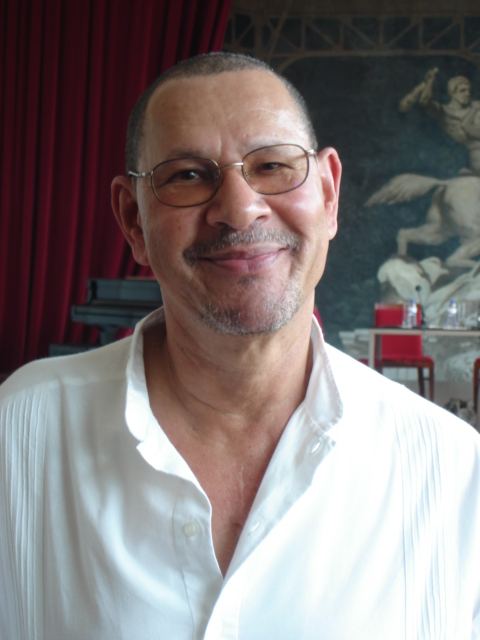
Germano Almeida

Manuel Lopes, Germano Almeida, Luís Romano, Orlanda Amarílis, Jorge Barbosa, Pedro Cardoso, Mário José Domingues, Daniel Filipe, Mário Alberto Fonseca de Almeida, Corsino Fortes, Arnaldo Carlos de Vasconcelos França, António Aurélio Gonçalves, Aguinaldo Brito Fonseca, Ovídio de Sousa Martins, Oswaldo Osório, Dulce Almada Duarte, Manuel Veiga, Henrique Teixeira de Sousa
Poètes
Sergio Frusoni, Eugénio Tavares, B. Léza (en), João Cleofas Martins, Ovídio Martins, Jorge Barbosa, Corsino Fortes, Baltasar Lopes da Silva, João Vário, Oswaldo Osório, Arménio Vieira, Vadinho Velhinho, José Luís Tavares, Antonio Lima, António de Névada, Oswaldo Osório

### Tradition orale
La tradition orale du Cap-Vert est riche en devinettes, devises, contes, fables, par exemple celle de Ti Lobo (le loup).

### Historiens
- Antonio Carreira

## Artisanats
- Arts appliqués, Arts décoratifs, Arts mineurs, Artisanat d'art, Artisan(s), Trésor humain vivant, Maître d'art
- Artisanats par pays, Artistes par pays

Les savoir-faire liés à l’artisanat traditionnel relèvent (pour partie) du patrimoine culturel immatériel de l'humanité.
Mais une grande partie des techniques artisanales ont régressé, ou disparu, dès le début de la colonisation, et plus encore avec la globalisation, sans qu'elles aient été suffisamment recensées et documentées.

## Arts visuels

### Peinture
- Peintres : Nelson Nunes Lobo, Luisa Figueira, Manuel Figueira, Tchalé Figueira, Kiki Lima, Leão Lopes, Marie-Isabel Kouassi, Nelson Neves, Alex da Silva, Luísa Queirós, Bela Duarte

### Architecture
- Architectures au Cap-Vert
- Loja, sobrado
- Liste d'églises au Cap Vert (en)

## Arts du spectacle

### Musique
- Musique capverdienne
- Musiques cap-verdiennes

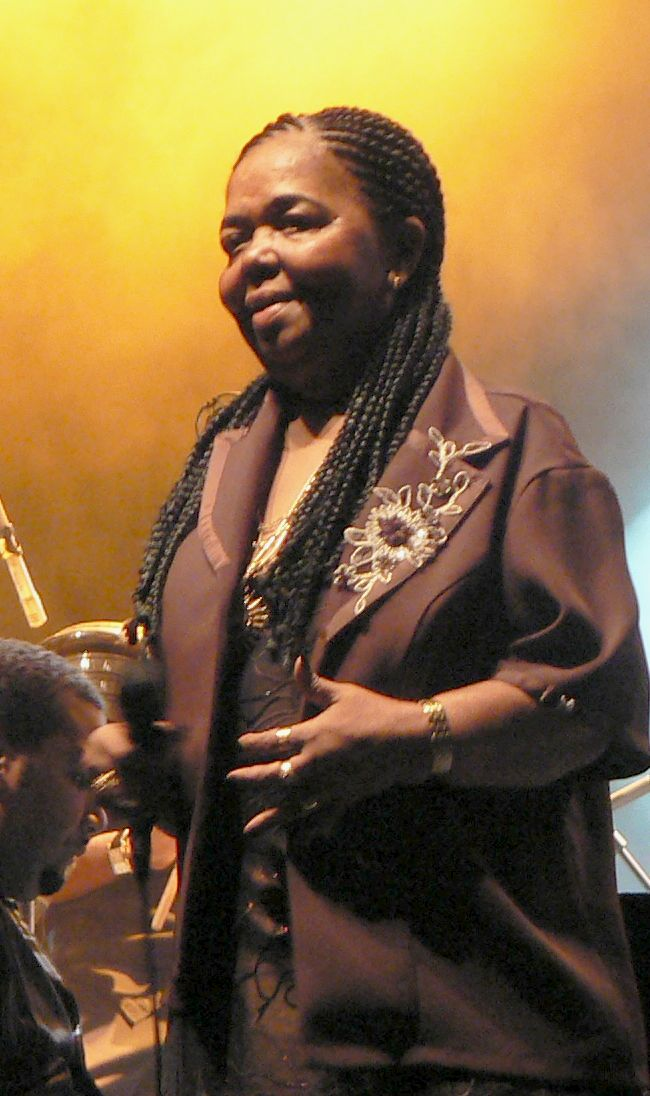
Cesária Évora

- Genres musicaux : batuque, morna, coladeira, funaná, litanies, kizomba, tabanka
- Compositeurs cap-verdiens : Manuel de Novas, Vasco Martins, Orlando Pantera, Katchás, Betú, Nhelas Spencer
- Chanteurs cap-verdiens : Jorge Humberto, Humbertona, Bana, Bau, Cesária Évora, Chico Serra, Frank Cavaquim, Ildo Lobo, Luís Morais, Os Tubarões, Bulimundo (Carlos Alberto Silva Martins "Katchás"), Lura, Celina Pereira, Boy Gé Mendès, Codé Di Dona, Séma Lopi, Orlando Pantera, Tcheka, Tulipa Negra, Mayra Andrade, Teofilo Chantre, Tito Paris, Paulino Vieira, Vadú, Rabelados, Izé Teixeira, la Mc Malcriado, Voz de Cabo Verde

#### Morna
Née à Boa Vista dans la seconde moitié du XVIIIe siècle, la morna descend supposément du « landu ». Les instruments utilisés sont une guitare, un cavaquinho (petite guitare à quatre cordes au son clair, équivalent du ukulélé) et un violon.
Sur l’île Brava, Eugénio Tavares transforme la morna en privilégiant les thèmes amoureux à ceux de la vie quotidienne. La morna devient donc plus grave, plus mélancolique et gagne ainsi ses lettres de noblesse. Elle chante la beauté de la mer, la saudade (nostalogie et mélancolie, souvent liées à l’exil et à la séparation) et l’amour. Puis Francisco Xavier da Cruz dit B. Leza (de São Vicente) ajoute des accords particuliers à la morna qui prend sa forme quasi définitive. De nos jours, la morna est le genre musical qui incarne l’âme capverdienne, du moins à l’étranger à travers la voix profonde de Cesária Évora.
- Quelques grands compositeurs de mornas : Francisco Xavier da Cruz, Jorge Monteiro (Jotamont), Sergio Frusoni, Lela d'Maninha, Paulino Vieira, Tito Paris, Betú et Téofilo Chantre
- Interprètes : Bana, Cesária Évora, Ildo Lobo, Maria Alice, Mayra Andrade

### Danse
- Danses populaires[8] : funaná, coladeira (cabo love), batuque, morna, kizomba[9], mazurka

### Théâtre
- Théâtre cap-verdien[10]
- Artur Vieira, Matilde - Viage di distino
- Ano Nobo, Jugement de Toto Monteiro
- Horacio Santos, Spingardas di tia Karar
- Festival international de théâtre du Cap-Vert[11]
- Théâtre franco-capverdien[12]

### Cinéma
Liste de films du Cap-Vert (de)
Pendant la période coloniale existe à Praia le Cineclub, qui est lié à un mouvement de résistance interculturel, mais il est dissous par la police portugaise en 1960. Après l'indépendance, il devient le Cineclub Popular, actif dans la nouvelle capitale. Les premiers temps après l'indépendance sont également marqués par l'activité de la Televisão Nacional do Cabo Verde (TNCV). En 1977 est créé une troisième institution qui contribue au développement d'un cinéma cap-verdien : l'Instituto do Cinema do Cabo Verde, qui soutient des projets de films. Parmi les films soutenus par l'Institut figure Ilhéu da Contenda de Leão Lopes (1994), adapté du roman du même nom d'Henrique Teixeira de Sousa.
Plus récemment, dans les années 2000, sont réalisés des documentaires comme Amílcar Cabral (2001) d'Ana Ramos Lisboa, consacré au révolutionnaire cap-verdien du même nom, ou encore Kontinuasom, coproduit avec l'Espagne, sur le monde de la danse.
- Films cap-verdiens
- Films tournés au Cap-Vert

### Autres: marionnettes, mime, pantomime, prestidigitation
- Arts de la rue, Arts forains, Cirque,Théâtre de rue, Spectacle de rue,
- Marionnette, Arts pluridisciplinaires, Performance (art)…

## Tourisme
- Tourisme au Cap-Vert
- Attractions touristiques au Cap-Vert
- Conseils (diplomatie.gouv.fr) aux voyageurs pour le Cap-Vert
- Conseils (international.gc.ca) aux voyageurs pour le Cap-Vert

## Patrimoine
Le programme Mémoire du monde (UNESCO, 1992) n'a rien inscrit pour ce pays dans son registre international Mémoire du monde (au 15/01/2016).

### Musées et autres institutions
- Liste de musées au Cap-Vert, dont
  - Musée ethnographique de Praia
  - Musée municipal de São Filipe
  - Museu da Tabanca, Chã de Tanque
  - Tarrafal camp, Chão Bom
  - Centro Nacional de Artesanato e Design, Mindelo

### Liste du Patrimoine mondial
1 élément est inscrit au titre du patrimoine mondial par l'UNESCO.

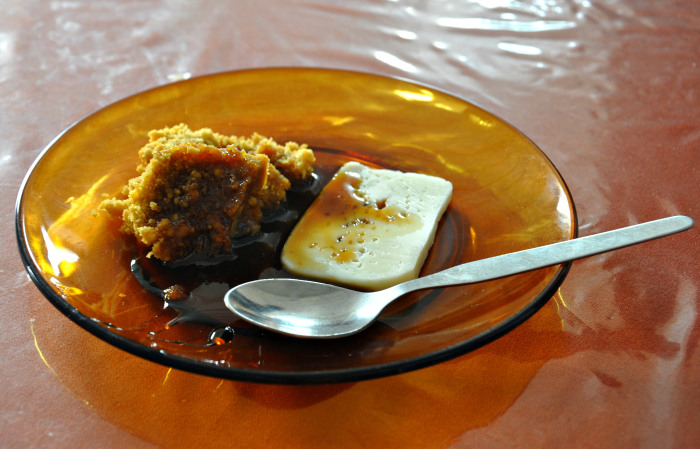
Couscous, miel et fromage de chèvre

### Patrimoine culturel immatériel
1 pratique est inscrite au titre du patrimoine culturel immatériel de l'humanité par l'UNESCO.

### Discographie
- (en) The rough guide to the music of Cape Verde : morna, funáná, coladeira : music of sweet sorrow (compil. Phil Stanton), World music network, Londres, distrib. Harmonia mundi, 2001
- (en) Cape Verde (Cesaria Evora, Mendes brothers, Teofilo Chantre et al.), ARC Music, East Grinstead, West Sussex ; Clearwater, Floride, 2002
- Îles du Cap-Vert : les racines, Playa Sound, 1990
- Le violon du Cap Vert (Travadinha Antoninho), Buda musique, Paris ; distrib. Universal, 1992
- Cap Vert, anthologie 1959-1992, Buda musique, Paris ; distrib. Universal (2 CD)
- Cap-vert : un archipel de musiques, Radio-France, Paris ; Harmonia mundi, Arles, 2003
- Magia d'morna : musique du Cap-Vert (Lena Timas), Sunset-France, distrib. Mélodie, 2007

### Filmographie
- (pt) Arquitecto e a Cidade Velha film de Catarina Alves Costa, Documentary Educational Resources, Watertown, MA, 2007, 70 min (DVD)
- (pt) Cesaria Evora : Morna Blues, film documentaire d'Anaïs Porsaïc et Éric Mulet, Image ressource, Morgane Production, La Sept Vidéo, Paris, 1996, 105 min (DVD)
- Kontinuasom, film documentaire hispano-cap-verdien d'Óscar Martínez, 2009